# Eubrachyura
Die Eubrachyura ist eine Gruppe (auch als Section bezeichnet) der Krabben, bei denen die Geschlechtsöffnung der Weibchen (Gonopore oder Vulva) auf dem sechsten thorakalen Sternit liegt. Sie werden manchmal auch als „echte Krabben“ bezeichnet. Die Vulva ist die Mündung der Vagina, welche eine Erweiterung, das Receptaculum seminis, aufweist. Hier findet die Befruchtung statt, alle Eubrachyura haben demzufolge eine innere Befruchtung. Innerhalb der Krabben werden den Eubrachyura die Podotremata gegenübergestellt, bei denen die Gonopore bei Weibchen auf der Coxa des letzten Schreitbeins liegt und die Befruchtung der Eier außerhalb des Körpers stattfindet.
Anhand der Position der Gonopore der Männchen werden die Eubrachyura in zwei Untersektionen unterteilt, die Heterotremata und die Thoracotremata. Das folgende Kladogramm zeigt die Verwandtschaftsverhältnisse innerhalb der Krabben:
|  | Raninoida       |
|  |                 |
|  | Cyclodorippoida |
|  |                 |

|  | Heterotremata  |
|  |                |
|  | Thoracotremata |
|  |                |

|  | Raninoida       |
|  |                 |
|  | Cyclodorippoida |
|  |                 |

|  | Heterotremata  |
|  |                |
|  | Thoracotremata |
|  |                |

|  | Raninoida       |
|  |                 |
|  | Cyclodorippoida |
|  |                 |

|  | Heterotremata  |
|  |                |
|  | Thoracotremata |
|  |                |

|  | Raninoida       |
|  |                 |
|  | Cyclodorippoida |
|  |                 |

|  | Heterotremata  |
|  |                |
|  | Thoracotremata |
|  |                |

Das System der Sektionen und Untersektionen stimmt nicht immer mit dem Konzept der Familien und Überfamilien überein. Zudem kann es Probleme bei der Zuordnung einzelner Taxa zu den Untersektionen geben. So gehören die Potamidae nach morphologischen Kriterien zu den Heterotremata, nach genetischen Analysen zu den Thoracotremata, weshalb Jennings et al. (2021) eine eigene Untersektion Potamoida vorschlagen.